# Anochetus corayi
Anochetus corayi é uma espécie de formiga do gênero Anochetus, pertencente à subfamília Ponerinae.